# ONE NEWTON ALL TYPE
ONE NEWTON ALL TYPEは、日本のデジタルロックバンド。

## 概要
Guitar/Vox+Drum/cho+Dancer/vox+PCの3+1Man&Machine構成。ライブでは、Guitar/VoxとDrum/Choがフロントにレイアウトされたスタイル

## 経歴
2011年
Guitar/Vox CK(Christian KEINE)を中心にバンドを結成。
2014年
2014年7.4にファーストCD「バトル オブ アトモスフィア」をリリース。
2015年
2015年5月、東京ツアーをタイミングに2トップ体制のユニットとなり、ドラマーJun Kouraの加入が決定。
2016年
2016年2月 セカンドCD「INTERCONNECTインターコネクト」をリリース。九州・関西・関東でのリリースツアーを決行した。
2016年6月まで続いたツアー後、生音で踊りたいと名乗り出たダンサーTomoyoが同年11月に正式加入し、2ミュージシャン1ダンサーとして新しい1NATを目指す。

## メンバー
KEINE
Jun
2015年 Dr&ChoとしてONE NEWTON ALL TYPEに加入。
福岡を拠点とし東京、大阪、名古屋などでライブを重ね、2016年にはFeel so Badのドラマー山口昌人が所属するBLIND BIRDと九州ツアーを敢行。
サポートの入っているcrushのアクリルドラムにシモンズパッド、トリガーシステムを導入し、今のスタイルを形成。
Tomoyo
ダンスの専門学校を卒業後N.Yダンス留学。その後L.Aのダンス留学を繰り返しながら福岡を拠点に活動。